# Félix Revuelta Fernández
Félix Revuelta Fernández (Burgos, 1947) és un empresari espanyol conegut per ser el fundador de l'empresa de dietètica que canvià el sector Naturhouse. El 2015 aquesta empresa tenia més de 2.000 franquícies obertes repartides en 22 països. És l'amo de l'hotel Healthouse Las Dunas de Estepona, pròxim a Marbella. També és president del club de futbol Unión Deportiva Logroñés i ha sigut president i co-fundador de Societat Civil Catalana, entitat lligada a la Fundació Joan Bosco, de la qual és patró. És un dels cent espanyols més rics a l'any de 2017.
Va néixer a Burgos i es crià a Logronyo. Als 18 anys complí el servei militar a Barcelona, lloc que li agradà tant que es quedà a viure allí durant uns cinquanta anys.
Des de 1973 estigué treballant. El 1986 creà l'empresa familiar Kiluva, que derivaria en els anys en Naturhouse. Es declara en contra de la independència de Catalunya, pel qual és membre fundador de Societat Civil Catalana, i també està en contra del model d'autonomies espanyol perquè considera que és un obstacle per a la unió d'Espanya. La caiguda de Banco Popular el convertí en un dels accionistes més negativament afectat. És patró de la Fundació Joan Boscà.